# Raja microocellata
Raja microocellata é uma espécie de peixe da família Rajidae.
Pode ser encontrada nos seguintes países: França, Irlanda, Marrocos, Portugal, Espanha, Reino Unido e Saara Ocidental.
Os seus habitats naturais são: mar aberto e mar costeiro.
Está ameaçada por perda de habitat.